# Little Jinder
Astrid Maria Josefine Jinder, ursprungligen Stove, känd under artistnamnet Little Jinder, född 20 februari 1988 i Skarpnäcks församling i Stockholm, är en svensk popartist, låtskrivare och musikproducent. 

## Biografi

### Bakgrund
Josefine Jinder är dotter till Björn Stove och folkmusikern Åsa Jinder samt barnbarn till Curt Einar Jinder. Hon har bott i England där hon studerat på kulturuniversitetet "The Liverpool Institute for Performing Arts", som ägs och drivs av Paul McCartney.

### Musikkarriär
Josefine Jinder gjorde sin debut med Polyhedron E.P. i augusti 2008, och följde i mars 2009 upp med "Youth Blood" 12" EP – vilka båda släpptes av det amerikanska skivbolaget Trouble & Bass Recordings. Hon har även turnerat och framträtt både Europa och i USA.
År 2010 var hon panelmedlem i Sveriges Radios program "Bäst i test". Hon upträdde 2011 på "Winter Music Conference" i Miami samt på "Ultra Music Festival" och festivalen "Coachella".
Josefine Jinders debutalbum släpptes den 22 maj 2013 på Goldenbest Records, samma år som hon skiftade från att spela in och uppträda på engelska, till att använda sitt modersmål svenska, när musiksingeln "Shh" släpptes i november 2013. Albumet följdes upp 2014 med singlarna "Ful och tråkig tjej" samt "Inga E som vi E" (med Melo). I slutet av augusti 2014 släppte hon sin största hitsingel "Vita Bergens klockor", en duett med Rebecca & Fiona. I november 2014 släppte hon sitt första svenskspråkiga musikalbum kallat Little Jinder, och den 13 december 2014 uppträdde hon tillsammans med Julia Spada i Musikhjälpen med låten "Nåt e väldigt fel".
Den 25 februari 2015 fick Jinder en Grammis för Årets pop. Sommaren 2015 innehöll ett singelsläpp ("Sommarnatt", 5 juni) samt ett stort antal festivalspelningar. På Way Out West gästades hon på scenen av Rebecca & Fiona samt Zara Larsson. Den 20 november 2015 släppte hon singeln "Hångellåten" tillsammans med Mauro Scocco, som nådde plats 91 på Sverigetopplistan. Under 2015 sändes även tv-serien "Krunegård & Jinder på turné" på SVT Play och senare på SVT2. 
Den 14 januari 2016 släpptes hennes tredje album Allting suger, som gick in på 16:e plats på Sverigetopplistan. Den 16 januari vann hon årets pop på P3 Guld-galan. Jinder prydde omslaget till musiktidningen Gaffas februarinummer 2016. I mars 2016 tillkännagavs det att Little Jinder skulle medverka i den sjunde säsongen av TV4:s program Så mycket bättre tillsammans med andra kända namn inom svensk musik. Hon deltog i TV-programmet igen 2019, under en säsong där flera tidigare deltagare återvände till programmet.
Jinder var programledare för Musikhjälpen 2016 tillsammans med Kodjo Akolor och Pelle Almqvist.
Vintern och våren 2017 åkte hon ut på turné med namnet "Who Cares Tour". I februari samma år släpptes singeln "Kvicksand". Turnén fortsatte under sommaren och avslutades på Gröna Lund 23 augusti 2017. Dessförinnan släpptes även singeln "Amy".
9 februari 2024 röstades Jinders musiksingel Är Du Galen fram som Veckans Låt på Musikplats Stockholm.

## Diskografi

### Studioalbum
| År                                                  | Albuminformation                                                                                                | SVE |
| --------------------------------------------------- | --- | --- |
| 2013                                                | Break Up - Släppt: 22 maj 2013 - Skivbolag: Goldenbest - Format: Digital nedladdning                            | –   |
| 2014                                                | Little Jinder - Släppt: 26 november 2014 - Skivbolag: Telegram (Warner Music) - Format: Digital nedladdning, CD | –   |
| 2016                                                | Allting suger - Släppt: 14 januari 2016 - Skivbolag: Telegram (Warner Music) - Format: Digital nedladdning, LP  | 16  |
| 2018                                                | Hejdå - Släppt: 5 oktober 2018 - Skivbolag: Warner Music - Format: Digital nedladdning, CD, LP                  | 22  |
| 2020                                                | Little Jinder's Unreleased Romance (mixtape) - Släppt: 12 juni 2020 - Skivbolag: - Format:                      |     |
| 2022                                                | Salta diamanter - Släppt: 17 juni 2022 - Skivbolag: - Format:                                                   |     |
| 2024                                                | romantik på svenska - Släppt: 12 april 2024 - Skivbolag: - Format:                                              |     |
| "—" betecknar ett album som inte gick in på listan. | |     |

### EP
| År   | Albuminformation                                                                                               |
| ---- | --- |
| 2008 | Polyhedron E.P. - Släppt: 5 augusti 2008 - Skivbolag: Trouble & Bass Recordings - Format: Digital nedladdning  |
| 2009 | Youth Blood - Släppt: 8 december 2009 - Skivbolag: Trouble & Bass Recordings - Format: Digital nedladdning     |
| 2011 | Without You - Släppt: 1 januari 2011 - Skivbolag: Goldenbest - Format: Digital nedladdning                     |
| 2012 | Keep on Dreaming - Släppt: 1 januari 2012 - Skivbolag: Trouble & Bass Recordings - Format: Digital nedladdning |

### Singlar
| År                                                  | Titel                                          | SVE | Album         |
| --------------------------------------------------- | ---------------------------------------------- | --- | ------------- |
| 2012                                                | "Whatever 4Ever"                               | –   | Break Up      |
| 2013                                                | "Shh"                                          | –   | Inget album   |
| 2014                                                | "Ful och tråkig tjej"                          | –   | Little Jinder |
| 2014                                                | "Vita Bergens klockor"                         | –   | Little Jinder |
| 2014                                                | "Inga E som vi E" (med Melo)                   | –   | Little Jinder |
| 2015                                                | "Random folk"                                  | –   | Little Jinder |
| 2015                                                | "Sommarnatt"                                   | –   | Inget album   |
| 2015                                                | "Hångellåten" (med Mauro Scocco)               | 91  | Allting suger |
| 2016                                                | "Super 8"                                      | –   | Allting suger |
| 2016                                                | "Jag måste sluta leva som jag lever för evigt" | –   | Inget album   |
| 2017                                                | "Kvicksand"                                    | –   | Inget album   |
| 2017                                                | "Amy"                                          | –   | Inget album   |
| 2018                                                | "Hålla handen" (med Lykke Li)                  | –   | Hejdå         |
| 2018                                                | "Heartbreaker" (med Lorentz)                   | –   | Hejdå         |
| 2018                                                | "Pinocchio"                                    | –   | Hejdå         |
| "—" betecknar en singel som inte gick in på listan. |                                                |     |               |

### TV-medverkan
- Breaking News med Filip och Fredrik (2015)
- Sommarkrysset (2015)
- Moraeus med mera (2015)
- Krunegård och Jinder på turné (2015)
- Breaking News med Filip och Fredrik (2016)
- Sommarkrysset (2016)
- Så mycket bättre (2016)
- Musikhjälpen (programledare 2016)
- Breaking News med Filip och Fredrik (2017)
- Breaking News med Filip och Fredrik (2018)
- Bingolotto (2018)
- Expeditionen (2019)
- Så mycket bättre (2019)
- Alla mot alla med Filip och Fredrik (2021)
- Save Tonight – svenska hits från videoeran (programledare 2021)
- Cyklopernas land (2022)
- Sommaren i Grums (2022)
- Weekend hos Zia (2022)
- Carina Bergfeldt (2022)
- Cyklopernas land (2023)
- Sverige! (2024)
- Cyklopernas land (2024)
- 2025 – Kiosken (TV-serie)